# Batalla del Campo de Monteagudo
La batalla del Campo de Monteagudo fue un enfrentamiento que tuvo lugar en Cedrillas (parte entonces de la Sesma del Campo de Monteagudo de la comunidad de aldeas de Teruel) en la década de 1190 entre aragoneses y castellanos. 
Se cita en las Crónicas de los Jueces de Teruel. En la versión A dicen que se produjo en el año judicial de 1191-1192, durante el mandato de Asensio Negro. En la versión AHT se narra:

En esti año fue la batalla de las matanças del campo de Montagudo. Fue preso don Pero Bermudo et fueron allí vencidos los castellanos

En otra fuente turolense, fragmentos de los viejos anales, publicada por Antonio Floriano en 1929 dice:

Era Mª CCª XXª IXª, en aquel anyo entró al rey d'Aragón e los navarros con gran poder suyo en termino de Soria con muchos e despues fueron entrados preso el rey d'Aragón a don Bermudo, castellano, bien con VII mil hombres et avia entrado a destraguar la tierra del rey de Aragón por mandamiento del rey de Castilla e fueron presos en termino de Teruel

La lista de jueces de Cuenca también narra: 

Iohan de Riello, quando la de Cedriellas, XV

Como Iohan Riello fue juez de Cuenca desde comienzos de octubre de 1191 hasta comienzos de octubre de 1192 y Asensio Negro fue juez de abril de 1191 a abril de 1192, la batalla de Monteagudo se debió producir entre octubre de 1191 y abril de 1192.